# Психофоры
Психофо́ры (др.-греч. ; букв. «переносчики душ») — в мифологии: птицы, доставляющие души умерших в иной мир. В Древней Греции таковыми считались воробьи. Данный образ восходит к представлениям о душе человека, принимающей облик птицы.